# Caradog ap Meirion
Caradog ap Meirion (730? - 798) (en latin : Caratacus, en anglais : Caractacus) fut un roi de Gwynedd qui règne environ 44 ans vers 754-798

## Origine
Caradog ap Meirion, est selon les Harleian genealogies un descendant du légendaire Cunedda (premier roi du Gwynedd). Son ascendance remontait jusqu'à Cuneglas, le fils d'Owain Ddantgwyn, un des fils de Einion Yrth et petit-fils de Cunedda. Cette lignée était implantée dans le Rhos, un petit état qui faisait partie du Gwynedd. Le titre de seigneur de Rhos s'étant transmis jusqu'à lui, Caradog a pu s'en servir pour revendiquer le royaume entier à la mort de Rhodri.

## Roi de Gwynedd
La date à laquelle Caradog usurpa le trône de Gwynedd en succédant probablement à son cousin Rhodri le Chauve, reste encore incertaine, mais la période la plus probable est celle qui suivit la mort de Rhodri, entre 754 et 768. De même, on ignore s'il a effectivement succédé à Rhodri ou si quelqu'un d'autre aurait eu un règne éphémère juste avant.
En 768 selon les Annales Cambriae, l'évêque de Gwynedd, Elfoddw, parvient à convaincre l'Église galloise d'adopter le système romain de calcul de la date de Pâques. Ce point était resté en suspens entre l'Église romaine et les Églises celtiques malgré le synode de Whitby qui eut lieu un siècle auparavant. Bien que le nom de Caradog n'y soit pas officiellement associé, on peut supposer qu'une telle décision n'aurait pu être prise sans le soutien d'un roi puissant. Or, seul Caradog semble remplir ces conditions, ce qui semble donc indiquer qu'en 754 il devait être déjà monté sur le trône. Si on admet cette hypothèse, il faut alors supposer que Caradog devait avoir déjà bien sécurisé sa position, et avait donc peut-être succédé à Rhodri avant la mort de ce dernier
Comme pour la plupart des dirigeants gallois de l'époque, le règne de Caradog fut marqué par la menace constante du royaume anglo-saxon voisin de Mercie. On raconte que Caradog mourut lors d'une bataille contre son roi Cenwulf en Snowdonie (nom anglais d'une grande partie du Gwynedd). D'autres récits rapportent qu'il aurait été étranglé à l'instigation de Cynan, le fils de Rhodri

## Sources
- (en) Mike Ashley The Mammoth Book of British Kings & Queens Robinson (Londres 1998)   (ISBN 1841190969) « Caradog ap Meirion  c754 - c798 » p. 148.
- (en) Timothy Venning, The Kings & Queens of Wales, Mill Brimscombe Port Stroud, Amberley Publishing,, 2023, 224 p. (ISBN 978-1-4456-1577-6, lire en ligne), p. 488 Other Sub-Kingdoms of Gwynedd: Rhos
- (en) Peter Bartrum, A Welsh Classical Dictionary : People in History and Legend Up to about A.D. 1000, Aberystwyth, National Library of Wales, 1993, 649 p. (ISBN 978-0-907158-73-8), p. 115 « Caradog ap Meirion  »  03 C1